# 17. август
17. август (17.08) је 229. дан у години по грегоријанском календару (230. у преступној години) До краја године има још 136 дана.

## Догађаји
- 986 — У бици код Трајанових врата, византијска војска под царем Василијем II је доживела тешку пораз од Самуилове војске.
- 1552 — У Београду штампана прва књига ћирилицом, позната као "Београдско четворојеванђеље". Књигу, која представља драгоцен извор за упознавање прилика у Београду средином XVI века, штампао је Тројан Гундулић, припадник дубровачке колоније у Београду.
- 1743 — Миром у Абоу, којим је Русији припао јужни део Финске, окончан руско-шведски рат (1741—43).
- 1786 — У Потсдаму умро пруски краљ Фридрих II Велики, који је током владавине од 1740. до смрти створио од Пруске европску силу. Наследио га је Фридрих Вилхелм II.
- 1850 — Данска продала Великој Британији сва утврђења и власничка права над Златном обалом у Африци.
- 1863 — Министар унутрашњих дела Србије, наредио је да се при Одељењима Управитељства вароши Београда наместе (поштански) сандучићи
- 1879 — Основана Француска компанија за изградњу Панамског канала на челу са Фердинандом де Лесепсом. Компанија је банкротирала 1889. изазвавши велики политички скандал у Француској, а градњу канала наставиле су САД, након што су 1902. откупиле француску концесију, дотад извршене радове и знатан део опреме за 40 милиона долара и основале Зону Панамског канала.
- 1892 — Потписан Француско-руски савез, један од уговора који је водио настанку Антанте.
- 1896 — Џорџ Кармак открио је злато у притоци реке Клондајк у Канади, изазвавши једну од најмасовнијих „златних грозница“.
- 1941 — Немци су у Другом светском рату обесили на Теразијама у центру Београда тела петорице српских родољуба.
- 1943 — Америчка 7. армија под генералом Џорџом Патоном је стигла у Месину, а неколико часова касније и британска 8. армија Бернарда Монтгомерија, чиме је окончана савезничка инвазија Сицилије.
- 1945 — Вођа индонежанске борбе за независност Ахмед Сукарно прогласио независност Индонезије од Холандије и оснивање јединствене Републике Индонезије. Холандија је признала суверенитет Индонезије тек 1949, након четворогодишњег Индонезијског рата за независност.
- 1960 — Афричка држава Габон стекла независност од Француске.
- 1962 — Чувари Берлинског зида ранили 18-годишњег Петера Фехтера када је покушао да побегне преко Берлинског зида и пустили га да умре од губитка крви. Тај случај постао је симбол трагедије до које је довело подизање зида између Источне и Западне Немачке, а двојица чувара оптужени су у јулу 1996. за убиство без предумишљаја.
- 1976 — У земљотресу који је изазвао огромне таласе, на филипинском острву Минданао погинуло је око 8.000 људи.
- 1985 — У експлозији аутомобила-бомбе у хришћанском делу Бејрута погинуло је 60 и повређено сто људи.
- 1987 — Немачки ратни злочинац Рудолф Хес, заменик Адолфа Хитлера, извршио самоубиство у 93. години у берлинском затвору Шпандау, у коме је издржавао казну доживотне робије на коју је осуђен у Нирнбершком процесу 1946.
- 1988 — Од експлозије бомбе подметнуте у војни авион погинуо је пакистански диктатор, генерал Мохамед Зија ул Хак. С председником Пакистана погинуо је и амбасадор САД у Исламабаду Арнолд Рафел.
- 1990 — Након најаве Српског националног већа да ће расписати референдум о аутономији Срба у Хрватској, специјалне снаге хрватске полиције напале су полицијске станице у српским општинама Обровац и Бенковац. Срби су одговорили подизањем барикада на саобраћајницама, чиме је почела побуна Срба у Книнској крајини.
- 1996 — Са космодрома у Бајконуру у васиону је полетела прва Францускиња, Клаудија Андре Дешај, која је потом провела 16 дана у научној мисији на руској свемирској орбиталној станици "Мир".
- 1999 — У најтежој природној катастрофи у историји Турске, у земљотресу са епицентром код града Измит, 150 km западно од Истанбула, погинуло је више од 30.000 људи.
- 2001 — Незадовољна радом владе Србије, Демократска странка Србије донела је одлуку да повуче своје представнике из владе. Био је то почетак озбиљне кризе у Демократској опозицији Србије (ДОС) која је изборном победом у септембру 2000. срушила десетогодишњи режим Слободана Милошевића.

## Рођења
- 1601 — Пјер Ферма, француски математичар. (прем. 1665)
- 1629 — Јан Собјески, пољски краљ. (прем. 1696)
- 1753 — Јозеф Добровски, чешки слависта. (прем. 1829)
- 1786 — Дејви Крокет, амерички национални јунак и политичар. (прем. 1836)
- 1844 — Менелик II, краљ Шое (1866—1889), а затим цар (негуша негаста) Етиопије. (прем. 1913)
- 1887 — Карл I од Аустрије, последњи цар Аустроугарске. (прем. 1922)
- 1893 — Меј Вест, америчка глумица. (прем. 1980)
- 1907 — Ђуро Гавела,  српски књижевник, есејиста, књижевни историчар и антологичар. (прем. 1978)[1]
- 1911 — Михаил Ботвиник, руски шахиста. (прем. 1995)
- 1923 — Мира Ступица, српска глумица. (прем. 2016)[2]
- 1937 — Александар Аца Шишић, српски виолиниста. (прем. 2007)
- 1943 — Роберт де Ниро, америчко-италијански глумац, редитељ и продуцент.[3][4]
- 1947 — Иво Прањковић, хрватски лингвиста.
- 1951 — Роберт Џој, канадски глумац.
- 1952 — Гиљермо Вилас, аргентински тенисер.
- 1952 — Нелсон Пике, бразилски аутомобилиста, возач Формуле 1.
- 1953 — Драган Кићановић, српски кошаркаш.
- 1953 — Херта Милер, немачка књижевница, добитница Нобелове награде за књижевност (2009).[5]
- 1957 — Ален Исламовић, босанскохерцеговачки музичар.
- 1958 — Белинда Карлајл, америчка музичарка.
- 1960 — Шон Пен, амерички глумац, редитељ, сценариста и продуцент.[6]
- 1964 — Жоржињо, бразилски фудбалер и фудбалски тренер.
- 1964 — Зоран Костић Цане, српски музичар, најпознатији као суоснивач и певач групе Партибрејкерс.
- 1968 — Хелен Макрори, енглеска глумица. (прем. 2021)
- 1969 — Дони Волберг, амерички музичар, глумац и продуцент.
- 1969 — Кристијан Лејтнер, амерички кошаркаш.
- 1970 — Џим Куријер, амерички тенисер.
- 1977 — Тијери Анри, француски фудбалер и фудбалски тренер.
- 1977 — Тарја Турунен, финска музичарка.
- 1978 — Јелена Карлеуша, српска певачица.
- 1980 — Данијел Гвиза, шпански фудбалер.
- 1980 — Сандра Наћук, српска тенисерка.
- 1986 — Руди Геј, амерички кошаркаш.
- 1988 — Брејди Корбет, амерички глумац, редитељ и сценариста.
- 1991 — Остин Батлер, амерички глумац.
- 1992 — Никола Стојиљковић, српски фудбалер.
- 1994 — Таиса Фармига, америчка глумица.
- 1995 — Томислав Габрић, хрватски кошаркаш.
- 1999 — Алекса Терзић, српски фудбалер.
- 2000 — Лил Памп, амерички хип-хоп музичар.
- 2004 — Огњен Мимовић, српски фудбалер.

## Смрти
- 1883 — Ђока Влајковић, задужбинар и добротвор, пуковник српске војске. (рођ. 1831)
- 1908 — Радоје Домановић, српски писац. (рођ. 1873)[7]
- 1945 — Драгутин Кесеровић, четнички пуковник (рођ. 1896)
- 1961 — Јакоб Савиншек, југословенски и словеначки вајар и песник. (рођ. 1922)
- 1969 — Ото Штерн, немачко-амерички физичар. (рођ. 1888)
- 1969 - Лудвиг Мис ван дер Рое, је био немачки, а касније амерички архитекта. (рођ. 1886) [8]
- 2001 — Живко Николић, филмски и ТВ редитељ и сценариста. (рођ. 1941)
- 2014 — Драгољуб Ћирић, шаховски велемајстор, репрезентативац. (рођ. 1935)
- 2015 — Арсен Дедић, кантаутор и шансоњер. (рођ. 1938)[9]